# Seabraia sanguinicollis
Seabraia sanguinicollis är en skalbaggsart som beskrevs av Dmytro Zajciw 1958. Seabraia sanguinicollis ingår i släktet Seabraia och familjen långhorningar. Inga underarter finns listade i Catalogue of Life.